# Karvinské důlní neštěstí v roce 1894

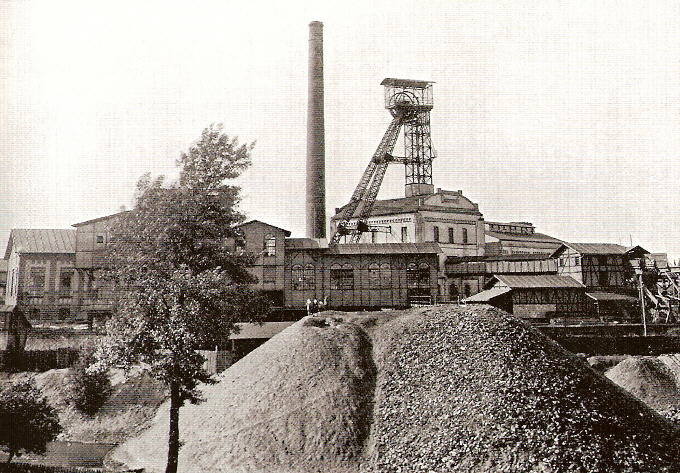
Důl Františka v roce 1924

Důlní neštěstí, které 14. června 1894 postihlo doly Jindřicha Larisch-Mönnicha bylo doposud největším důlním neštěstím v Ostravsko-karvinském revíru. Výbuch zasáhl Důl Františka; při následném požáru v něm a v sousedních dolech Hlubina a Jan Karel, které s ním byly v podzemí propojeny, zemřelo 235 osob.

## Neštěstí
Larischovy doly byly rozděleny na východní revír (jámy Jan a Karel) a západní (důl Jindřich, Františka a Hlubina). Závodním vrchním inženýrem východního revíru byl René Ronner, pro západní revír Jan Kohout. 14. června 1894 sfáralo do dolů 1062 dělníků, 20 předáků, 5 důlních a 9 naddůlních, přičemž se těžilo na 3. a 4. patře.
K neštěstí došlo okolo 21:30 na dole Františka. Na 4. patře v 19. sloji došlo k silnému výbuchu, při kterém kouř a prach vyrazily až na povrch dolu. Okamžitě po výbuchu byli píšťalami svoláváni lidé k záchranným pracím. Na dole Františka je řídil závodní vrchní inženýr západního revíru Jan Kohout, na dole Hlubina Celestyn Racek a na dole Jan-Karel horní rada Grey. První záchranářské týmy určily, že výbuch pravděpodobně nastal ve sloji č. 19.
K druhému výbuchu, který vymrštil prach a kouř jámami Františka a Jan Karel, došlo okolo 22:00. Usmrtil 60 záchranářů, kteří se do dolu vydali. Další záchranáři, kteří sfárali do dolu po 22:00, stihli vyfárat před třetím výbuchem, který nastal druhého dne v 7:00. Další exploze přišly v 8:11 a 9:15.  Po těchto explozích se začaly jámy přikrývat slínem a pískem a byly vypnuty ventilátory.

## Oběti

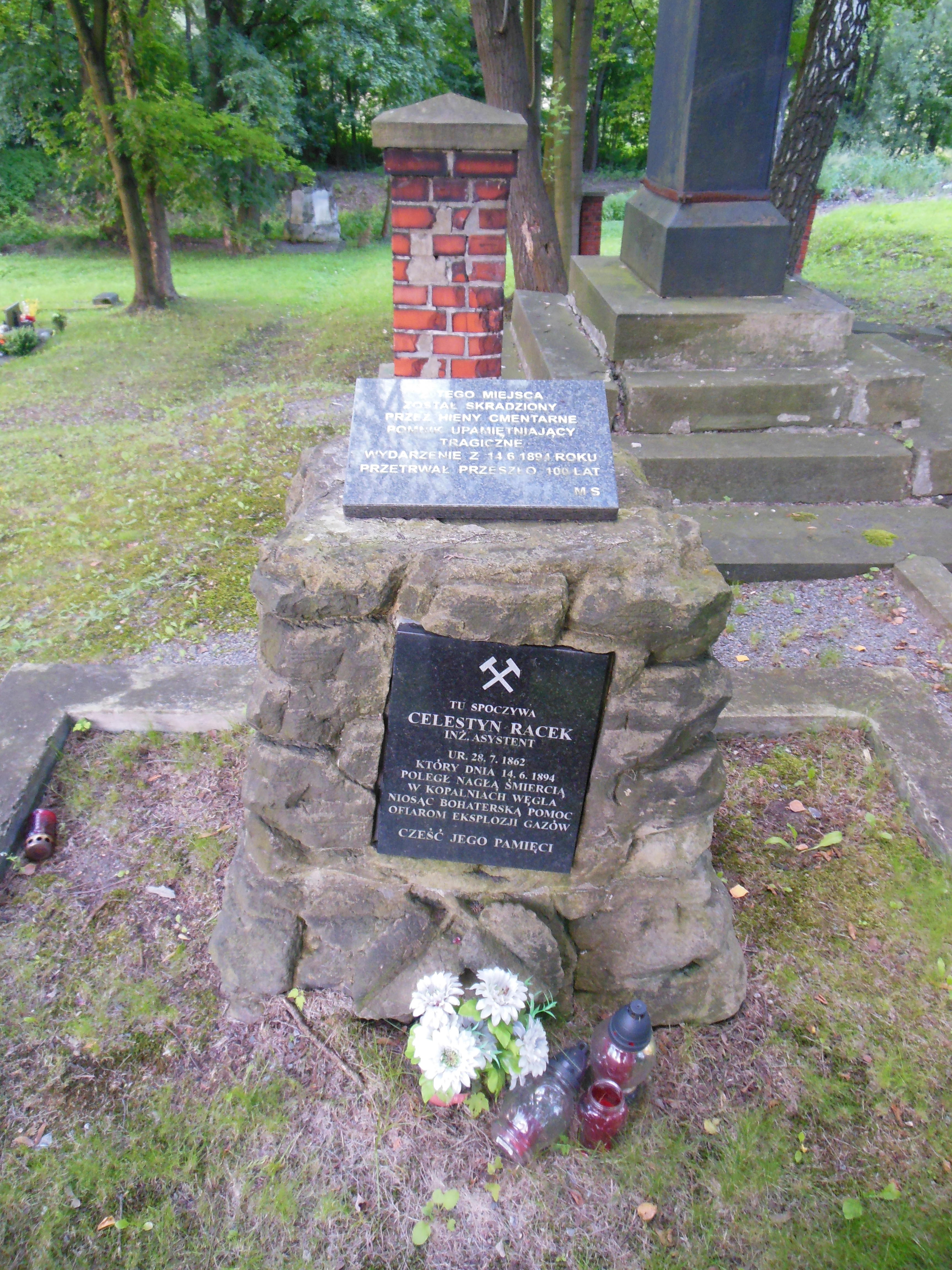
Hrob Celestyna Racka

Na dole Františka zahynulo 181 osob a 49 osob zahynulo na sousedním dole Jan-Karel. Celkově zahynulo 235 osob. Mnoho dalších horníků bylo při výbuchu zraněno, popáleno a přiotráveno. Při následných záchranných pracích se nepodařilo nalézt těla 58 lidí, kteří zůstali pohřbeni v dole. Záchranářům se podařilo vynést 15 zraněných horníků a 22 mrtvých. Po zemřelých zůstalo 194 sirotků a 130 vdov.
Mezi oběťmi byl i záchranář Celestyn Racek z Wieliczky. O tomto inženýrovi se ve svých románech zmiňuje polský spisovatel Gustaw Morcinek, například v knize Czarna Julka. Jeho hrob se doposud zachoval, vandalové však na přelomu 20. a 21. století odcizili pietní náhrobek, místo kterého byla umístěna jen informativní deska.

## Stav po nehodě
Oběti byly pohřbeny převážně na místním hřbitově v Karviné – Dolech, kde se také nachází pamětní deska se jmény obětí katastrofy. Vážně zranění byli převezeni do nemocnice v Těšíně; dva následně zemřelí jsou pohřbeni na zdejším katolickém hřbitově. Pozůstalí obětí neštěstí obdrželi rentu od hornické bratrské pokladny i od vlastníka dolu hraběte Larisch-Mönnicha.
V důsledku katastrofy se musely uzavřít tři doly a 3,5 tisíce osob zůstalo bez práce – ti dostávali náhradou polovinu mzdy a mohli si najít práci s podmínkou návratu na doly po obnovení provozu.

## Vyšetřování
Nehodu vyšetřovala komise, jejímiž členy byli jak zástupci Revírního báňského úřadu, tak Okresního soudu. Z vyšetřování nevyplynulo, že by došlo k porušení bezpečnostních norem. Zároveň se ale zjistilo, že mezi východním a západním revírem protahovaly větry, přičemž docházelo k dotýkání porubů a stařin v obou dvou revírech.
Rozsah katastrofy byl takový, že se jí zabýval i říšský sněm ve Vídni a tisk. Pro kritické hodnocení situace bylo rozhodnuto o provedení prověrek na všech dolech Ostravsko-karvinského revíru. Dne 28. října 1895 došlo k přijetí zákona, jenž zvyšoval počty pracovníků horních úřadů o třetinu a tím umožnil přísnější kontrolu. .

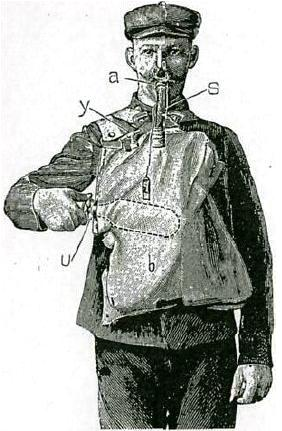
Představení Pneumatophoru Walcher-Gaertner od společnosti Waldek, Wagner & Benda (1895)

Při vyšetřování se ukázalo, že 80 % obětí zahynulo v důsledku udušení; pouhých 20 % obětí zahynulo na následky zranění. V důsledku katastrofy ředitel Těšínské komory Rudolf Walcher von Uysdal požádal profesora Vídeňské univerzity Gustava Gaertnera o spolupráci při přípravě vybavení, které by umožnilo horníkům přežít v případě neštěstí (tzv. sebezáchranný přístroj s kyslíkem). Přístroj Walcher-Gärtner se později stal základem pro budoucí sebezáchranné přístroje.

## Obnovování činnosti
Po výbuchu byl propuštěn ředitel Larischových dolů Grey, původem Francouz. K obnovování činností přispěla komise odborníků napříč celým revírem. Na základě provedené analýzy vzorků v období od 20. června 1894 do konce měsíce června postupně klesala koncentrace oxidu uhelnatého. Zmáhání začalo na dole Hlubina – 2. července 75 mužů sfáralo do dolu, aby stavěli hráze na 4. patře u 19. sloje. Kvůli zvyšující se koncentraci oxidu uhelnatého ale museli horníci vyfárat. Protože obsah CO postupně kolísal, bylo rozhodnuto, že se zmáhání bude provádět za pomoci dýchacích přístrojů s hadicemi. Všechny chodby 3. a 5. patra byly vyčištěny a provětrány 21. července 1894. Provoz na dole Hlubina byl obnoven na základě úředního povolení 23. července 1894.
Dne 21. července 1894 se začalo s přípravou zmáhání na dole Františka. Po spuštění ventilátorů však začal z dolu stoupat černý kouř, proto byla síla ventilátorů snížena. V 16:30 došlo na dole k silné explozi. K explozi došlo také na Hlubině; protože nastala v době střídání směn, nedošlo k žádným zraněním ani úmrtím. Celkem došlo k 5 výbuchům. Jámy byly uzavřeny a bylo rozhodnuto o změně postupu – všechny přístupy k dolu Františka byly zazděny. Práce začaly 25. srpna 1894 a pokračovaly 78 směn, každá po třech hodinách. Jelikož musely být ventilátory vypnuty, vyzdívalo se v dýchacích přístrojích s hadicemi.
V průběhu obnovovacích činností se nepodařilo vynést těla 58 mužů, jelikož to podmínky v dolech nedovolovaly.  Poslední oběť byla vyproštěna 22. května 1907. Jindřich Larisch-Mönnich rozhodl o vybudování kapličky nad místem, kde zemřeli. Tato kaplička se zachovala dodnes.
Na dole Hlubina došlo k první obnovené těžbě před Vánoci 1894 (3. patro) a 5. února 1895 k první těžbě z 5. patra. Těžba na dole Františka byla obnovena 24. ledna 1895. Na jámě Karel se začalo znovu těžit až v prvním pololetí roku 1895. K těžbě se ovšem používaly sloje č. 16. a 17., které nebyly výbuchem postiženy. K těžbě z postižené sloje 19 došlo až v roce 1896 a celkové úrovně těžby z roku 1893 bylo dosaženo až v roce 1899.